# Daniele Morchio
Daniele Morchio (Genova, 1824 – Genova, 1894) è stato un geografo italiano.

## Biografia

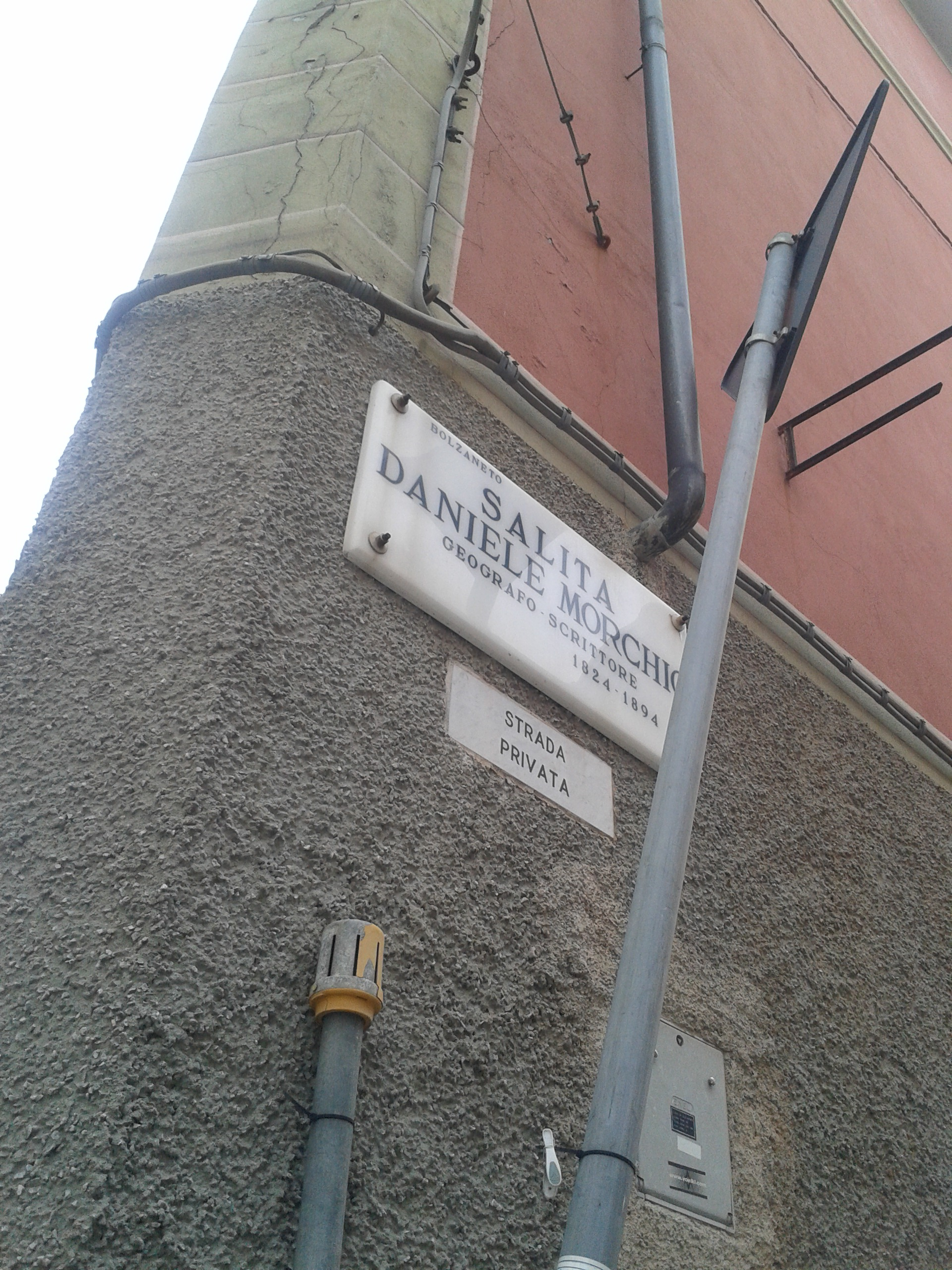
Targa toponomastica sita in Genova dedicata al geografo Morchio Daniele

Daniele Morchio fu geografo, scrittore e poeta. Pubblicò a Genova nel 1879 "Il marinaio italiano" e nel 1875 un volume di versi. I suoi brani vennero citati dal Pascoli nell'antologia "Fior di fiore" nel 1905.  È stato professore nella Regia Scuola di Marina e nel Regio Istituto di Genova per il quale scrisse il saggio sul marinaio italiano. È stata intitolata anche una via cittadina all'insigne geografo genovese nel quartiere di Bolzaneto.